# 1080 Orchis
Orchis (asteróide 1080) é um asteróide da cintura principal com um diâmetro de 23,28 quilómetros, a 1,7925796 UA. Possui uma excentricidade de 0,2588534 e um período orbital de 1 373,88 dias (3,76 anos).
Orchis tem uma velocidade orbital média de 19,15162322 km/s e uma inclinação de 4,58777º.
Esse asteróide foi descoberto em 30 de Agosto de 1927 por Karl Reinmuth.